# Elton Brown
Pour les articles homonymes, voir Brown.
Elton Eugene Brown Jr, né le 15 septembre 1983 à Newport News en Virginie, est un joueur américain de basket-ball.